# Funk This
Funk This — одиннадцатый студийный альбом американской певицы Чаки Хан, выпущенный в 2007 году. Альбом достиг пятнадцатого места в чарте Billboard 200, а также пятого в R&B/Hip-Hop Albums. Сингл «Disrespectful», записанный совместно с Мэри Джей Блайдж, достиг вершины танцевального чарта. В 2008 году альбом одержал победу на премии «Грэмми» за лучший альбом в стиле ритм-н-блюз.

## Список композиций
| №   | Название                                                  | Длительность |
| --- | --------------------------------------------------------- | ------------ |
| 1.  | «Back in the Day»                                         | 4:30         |
| 2.  | «Foolish Fool»                                            | 3:47         |
| 3.  | «One for All Time»                                        | 4:45         |
| 4.  | «Angel»                                                   | 4:27         |
| 5.  | «Will You Love Me?»                                       | 4:59         |
| 6.  | «Castles Made of Sand»                                    | 4:01         |
| 7.  | «Disrespectful» (featuring Mary J. Blige)                 | 4:46         |
| 8.  | «Sign 'O' the Times»                                      | 5:24         |
| 9.  | «Pack'd My Bags/You Got the Love» (featuring Tony Maiden) | 5:55         |
| 10. | «Ladies' Man»                                             | 3:52         |
| 11. | «You Belong to Me» (featuring Michael McDonald)           | 3:59         |
| 12. | «Hail to the Wrong»                                       | 3:43         |
| 13. | «Super Life»                                              | 5:03         |

## Чарты
| Чарт (2007)                            | Пиковая позиция |
| -------------------------------------- | --------------- |
| США (Billboard 200)                    | 15              |
| США (Billboard Top R&B/Hip-Hop Albums) | 5               |